# Kommunalwahlen in Sachsen-Anhalt 2019
Am 26. Mai 2019 fanden die Kommunalwahlen in Sachsen-Anhalt 2019 statt. Dabei wurden die Stadträte der drei kreisfreien Städte Magdeburg, Halle und Dessau-Roßlau, die Kreistage der elf Landkreise sowie die Gemeinde- und Ortschaftsräte neu gewählt. Am selben Tag wurde auch die Wahl zum Europaparlament durchgeführt. Parallel fanden in Baden-Württemberg, Brandenburg, Mecklenburg-Vorpommern, Rheinland-Pfalz, dem Saarland, in Sachsen und in Thüringen ebenfalls Kommunalwahlen sowie in Bremen die Wahl zur Bürgerschaft statt. Wahlberechtigt waren alle Bürger ab 16 Jahren.

## Ergebnisse
Die Wahlbeteiligung ist gegenüber den Kommunalwahlen 2014 deutlich gestiegen, von 43,0 auf 53,6 Prozent.

### Stadtratswahlen in den kreisfreien Städten und Kreistagswahlen
Die stärkste Partei, die CDU, musste im Vergleich zu 2014 gravierende Verluste (−9,7 Prozentpunkte) hinnehmen und steht nun bei 24,6 %. Die Linke ist, nach ebenfalls starken Verlusten, nur noch die drittstärkste Kraft, mit 15 % (−6,5). Zweitstärkste Partei in den Kreistagen von Sachsen-Anhalt ist nun die AfD mit 16,4 % (+14,1). Bei der SPD setzte sich der negative Trend der vergangenen Jahre fort, sie landete mit 13,7 % (−4,6) landesweit nur auf dem vierten Platz. Deutlich zulegen konnten die Grünen, die mit 8,4 % (+2,9) ihr historisch bestes Wahlergebnis bei Kommunalwahlen im Land Sachsen-Anhalt erzielten. Auch die FDP, mit 5,9 %, und die verschiedenen lokalen Wählergruppierungen, mit insgesamt 11,3 %, schnitten im Vergleich zu 2014 besser ab.

### Gemeinderatswahlen
Bei den Gemeinderatswahlen konnten sich, trotz deutlicher Verluste, nach den Stimmenanteilen die CDU mit 23,8 % als stärkste Kraft, die Linke mit 17,5 % als zweitstärkste Partei und die SPD mit 11,7 % als drittstärkste Partei behaupten. Die AfD folgt nur knapp dahinter, mit ebenfalls 11,7 %. Die Grünen erreichten 6,4 %, die FDP 4,5 %. Eine große Rolle spielen in den Gemeinderäten die lokalen Wählergruppen, die landesweit auf 23,7 % kommen.
Für die in den Gemeinderäten errungenen Sitze ergibt sich ein deutlich verschiedenes Bild: Hier liegen die Wählergruppen mit 1491 Sitzen weit vor der CDU (995 Sitze). Mit großem Abstand folgen die SPD (439 Sitze) und die Linke (419 Sitze), beide deutlich vor der AfD (325 Sitze), die teilweise die errungenen Sitze nicht besetzen konnte, der FDP (159 Sitze) und den Grünen (125 Sitze). 79 Sitze gingen an kleinere Parteien, 133 Sitze an Einzelbewerber.